# Kinda Kinks
Kinda Kinks — другий студійний альбом англійської рок-групи The Kinks, випущений в 1965 році. Альбом був записаний і випущений протягом двох тижнів після повернення з турне по Азії. Сингл «Tired of Waiting for You» з цього альбому був хітом № 1 на британських чартах.

## Список пісень

### Британський реліз
| Сторона один | Сторона один                                                | Сторона один                 | Сторона один |
| #            | Назва                                                       | Автор                        | Тривалість   |
| ------------ | ----------------------------------------------------------- | ---------------------------- | ------------ |
| 1.           | «Look for Me Baby»                                          |                              | 2:17         |
| 2.           | «Got My Feet on the Ground»                                 | Рей Девіс, Дейв Девіс        | 2:14         |
| 3.           | «Nothin' in the World Can Stop Me Worryin' 'Bout That Girl» |                              | 2:44         |
| 4.           | «Naggin' Woman»                                             | Джиммі Андерсон, Джей Міллер | 2:36         |
| 5.           | «Wonder Where My Baby Is Tonight»                           |                              | 2:01         |
| 6.           | «Tired of Waiting for You»                                  |                              | 2:31         |

| Сторона два | Сторона два                  | Сторона два                                            | Сторона два |
| #           | Назва                        | Автор                                                  | Тривалість  |
| ----------- | ---------------------------- | ------------------------------------------------------ | ----------- |
| 1.          | «Dancing in the Street»      | Марвін Гей, Вільям "Міккі" Стівенсон , Айві Джо Хантер | 2:20        |
| 2.          | «Don't Ever Change»          |                                                        | 2:25        |
| 3.          | «Come On Now»                |                                                        | 1:49        |
| 4.          | «So Long»                    |                                                        | 2:10        |
| 5.          | «You Shouldn't Be Sad»       |                                                        | 2:03        |
| 6.          | «Something Better Beginning» |                                                        | 2:26        |

### Американський реліз
Сторона 1
1. "Look for Me Baby" - 2:17
2. "Got My Feet on the Ground" (Ray Davies, Dave Davies) - 2:14
3. "Nothin' in the World Can Stop Me Worryin' 'Bout That Girl" - 2:44
4. "Wonder Where My Baby Is Tonight" - 2:01
5. "Set Me Free" - 2:12

Сторона 2
1. "Ev'rybody's Gonna Be Happy" - 2:16
2. "Dancing in the Street" (Gaye, Stevenson, Hunter) - 2:20
3. "Don't Ever Change" - 2:25
4. "So Long" - 2:10
5. "You Shouldn't Be Sad" - 2:03
6. "Something Better Beginning" - 2:26